# Ácido 3-fluorofenilacético
Ácido 3-fluorofenilacético, ácido m-fluorofenilacético ou ácido meta-fluorofenilacético, é o composto orgânico de fórmula C8H7FO2, SMILES C1=CC(=CC(=C1)F)CC(=O)O e massa molecular 154,138397. Apresenta-se como sólido branco com ponto de fusão 43-45 °C, ponto de ebulição 151 °C a 0,8 mmHg e 416,8946 °C a 760 mmHg e ponto de fulgor 47°C. É irritante para os pulmões, olhos e pele. É classificado com o número CAS 331-25-9, número de registro Beilstein 775898, número EC 206-360-7, número MDL MFCD00004331 e PubChem Substance ID 24854912.
Certas bactérias que degradam ácido 4-fluorocinâmico e outros derivados fluorados não desenvolvem-se em meio contendo o ácido 3-fluorofenilacético.

## Preparação
Pode ser preparado a partir de ácido mandélico fluorado correspondente.